# Abt Sportsline
Pour les articles homonymes, voir Abt.
Abt Sportsline est une écurie automobile et un préparateur automobile allemand (Abt Sportsline GmbH), principalement connue pour ses préparations sur des bases de véhicules Audi, mais aussi de marque Volkswagen, Skoda et SEAT. Le nom de l'écurie provient du nom de son fondateur et manageur, Hans-Jürgen Abt. Abt Sportline s'est investie dans le sport automobile de tourisme depuis l'année 1996, exclusivement sous les couleurs Audi.
L'équipe est principalement connue pour son engagement en DTM avec Audi. En 2002, après deux ans de participation au championnat allemand, l'équipe gagne le classement pilotes et se place deuxième au championnat des constructeurs, sur une Audi TT-R. En 2004, elle gagne pour la première fois le championnat des pilotes et des constructeurs, sur une Audi A4 DTM. L'écurie compte environ cinquante employés.
En 2014, l'écurie est engagée avec Audi dans le championnat de Formule E FIA qui voit courir des monoplaces à propulsion électrique. Pour la saison 2014-2015, l'équipe remporte une victoire et termine troisième au championnat Constructeurs.

## Fiche présentative de l'écurie
- Directeur d'écurie :    Kumean Chhim
- Manageur de l'équipe : Thomas Biermaier
- Directeur technique : Albert Deuring
- Nombre de salariés : 50
- Créée en 1991

### Pilotes
- Mattias Ekström, sur Audi A4 DTM
- Martin Tomczyk, sur Audi A4 DTM
- Tom Kristensen, sur Audi A4 DTM
- Allan McNish, sur Audi A4 DTM
- Lucas di Grassi (Formule E)
- Daniel Abt (Formule E)

### Palmarès
- 2000 : Première participation au championnat DTM ;
- 2001 : 4e au championnat DTM des constructeurs ;
- 2002 : 1er au championnat DTM, 2e au championnat DTM des constructeurs ;
- 2003 : 4e au championnat DTM, 3e au championnat DTM des constructeurs, 2e au 24 Heures du Nürburgring ;
- 2004 : 1er au championnat DTM, 1er au championnat DTM des constructeurs.

## Sport automobile

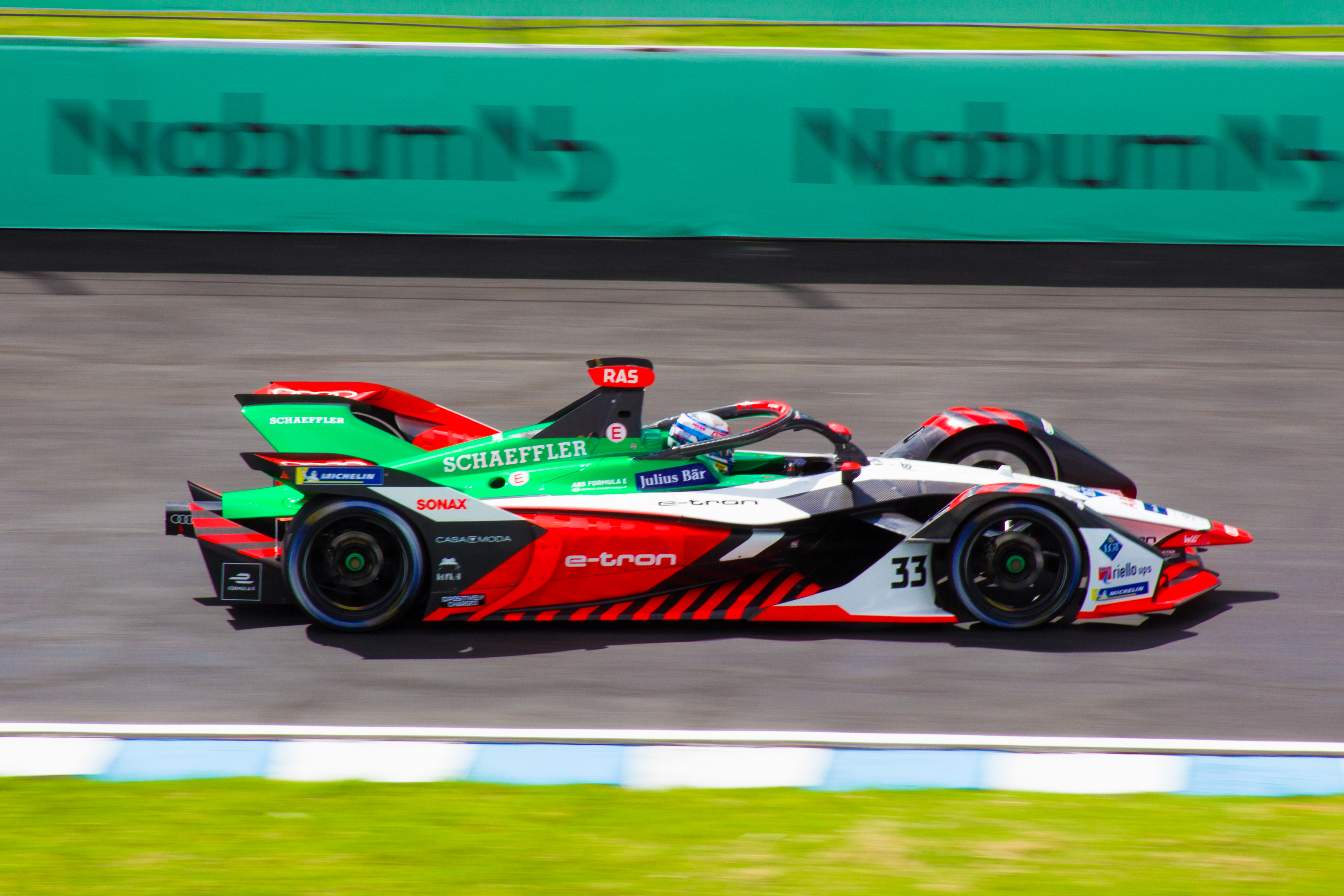
René Rast au volant de l'Audi e-tron FE07 au ePrix de Puebla 2021, la dernière voiture de Formule E Audi Sport ABT.

Après avoir participé à une course de moto, le fondateur de l'entreprise, Johann Abt, a commencé sa carrière de pilote et la carrière de sport automobile de l'entreprise en général. Aujourd'hui, Abt Sportsline est l'une des équipes de sport automobile les plus performantes et a remporté plusieurs championnats dans les séries de course allemandes les plus importantes, comme la Super Touring Car Cup (1999), le Deutsche Tourenwagen Masters (DTM ; titres en 2002, 2004, 2007, 2008 et 2009) et l'ADAC GT Masters (titres en 2009 et 2010). Depuis 2004, Abt Sportsline est l'une des équipes d'usine officielles d' Audi sous le nom d' Audi Sport Team Abt Sportsline.
L'équipe allemande quitte la Formule E après la saison 2020-21. En mai 2022, Abt annonce son retour en Formule E pour la saison 2022-23 avec le soutien technique de Cupra, sous le nom d'Abt Cupra Formula E Team,. L'écurie utilise des groupes motopropulseurs Mahindra Racing,. En avril 2024, il est annoncé que l'accord de groupe motopropulseur d'Abt Cupra avec Mahindra prendrait fin à la fin de la saison 2023-24 et que les groupes motopropulseurs Lola - Yamaha seraient utilisés à partir de la saison 2024-25.
Abt s'associe à Cupra pour participer à la série de courses tout-terrain électriques Extreme E sous le nom d'Abt Cupra XE en 2021 ,. L'équipe quitte le championnat fin 2023, mais n'exclue pas de participer au championnat de courses tout-terrain à hydrogène Extreme H, prévu pour 2025,.

## Gamme de modèles
Abt Sportsline se spécialise principalement sur le groupe Volkswagen :
- Audi : A3, A4, A5...
- Seat : Ibiza, León...
- Skoda : Octavia...
- Volkswagen : Polo, Golf, Touareg...
- Cupra : Ateca, Formentor
- Lamborghini : Urus

mais s'occupe aussi d'autres marques
- KTM :

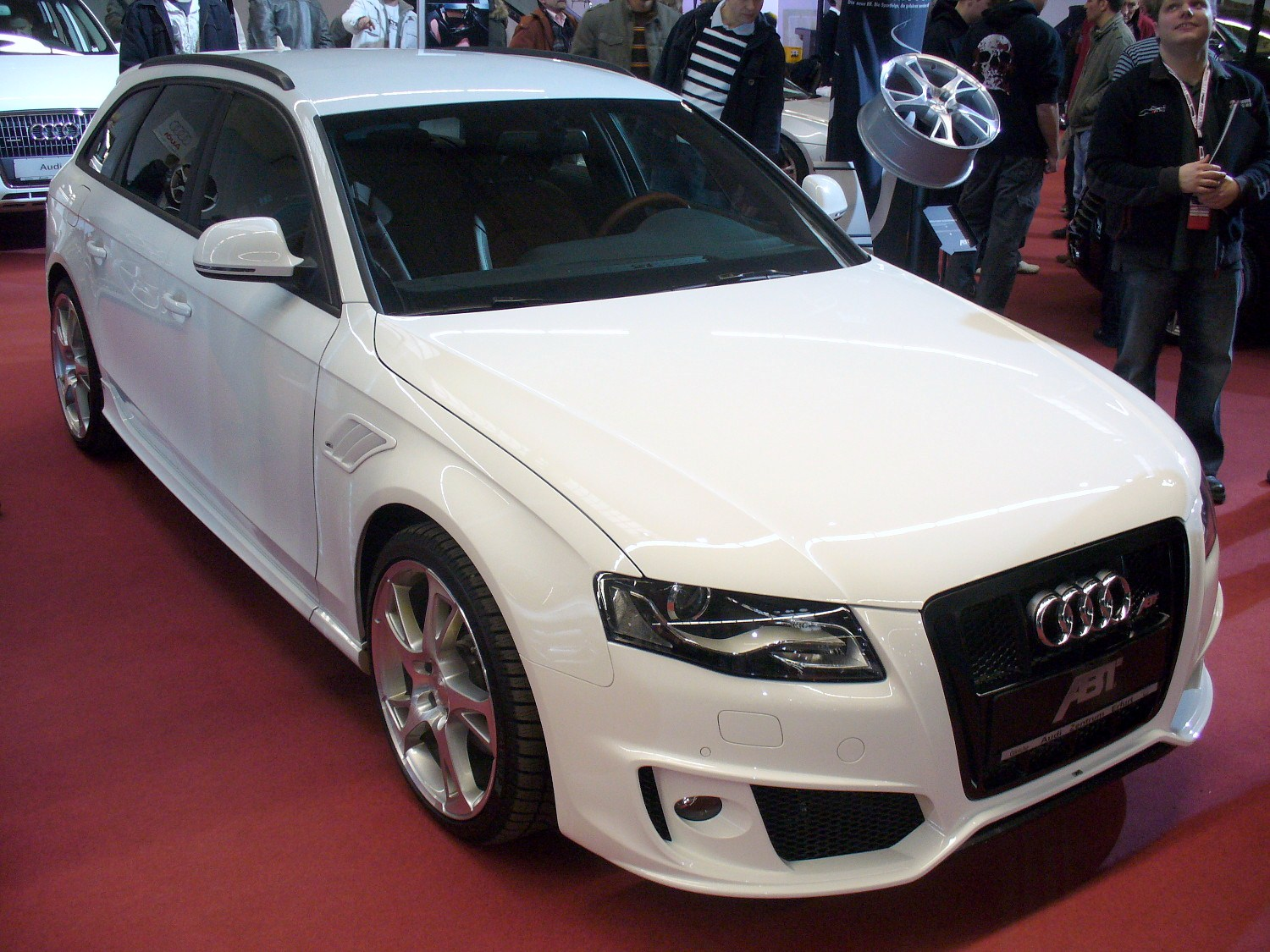
Abt AS4 Avant
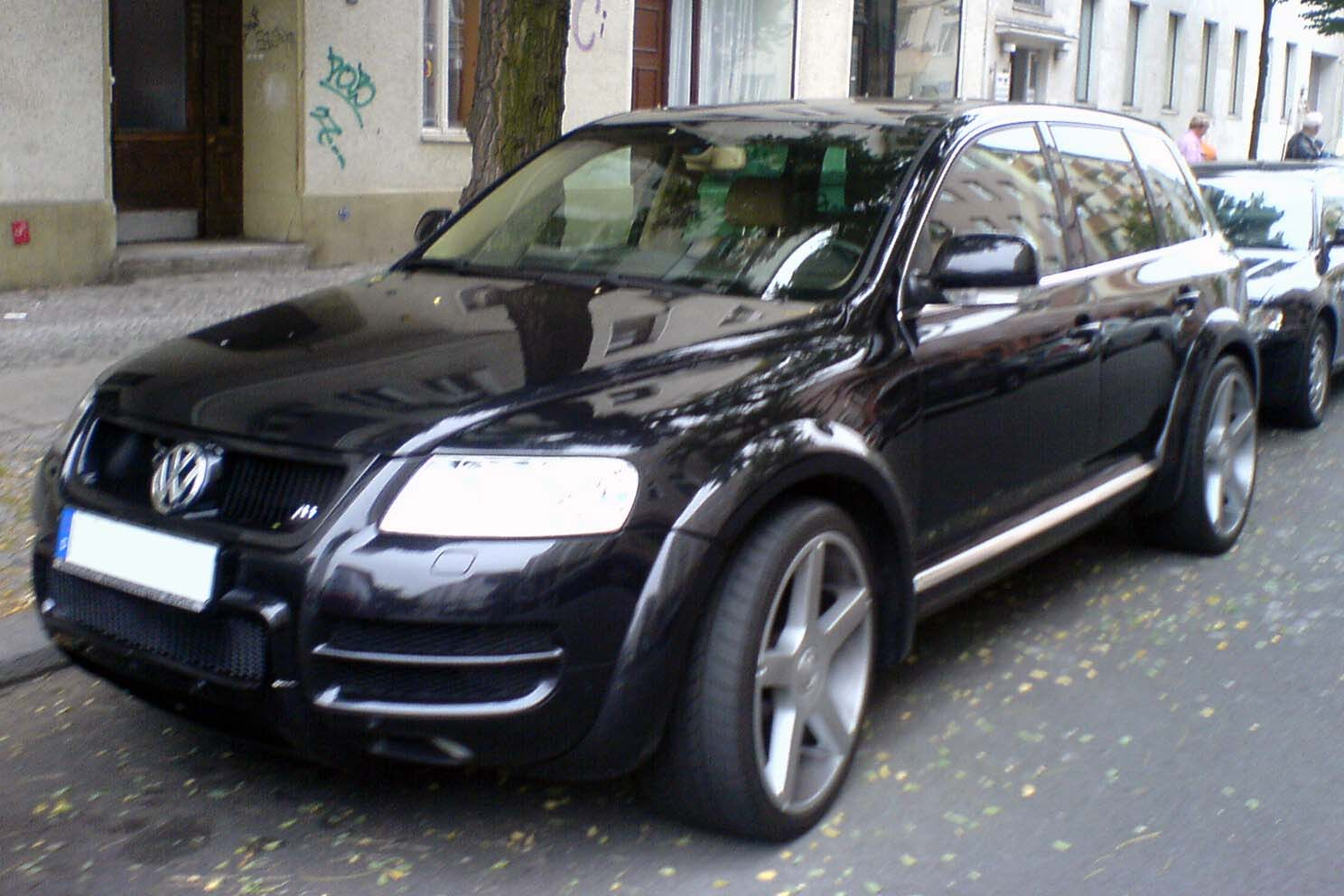
Abt Touareg
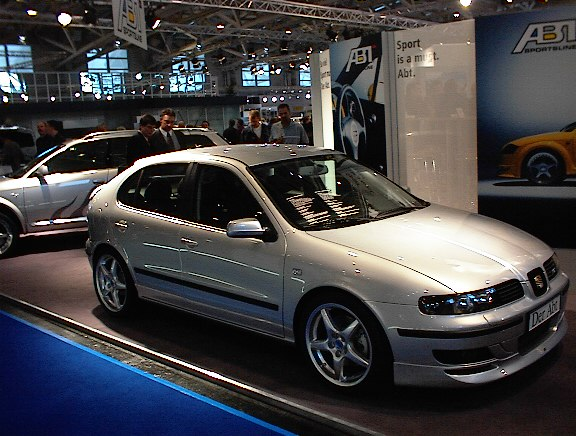
Abt León Mk1
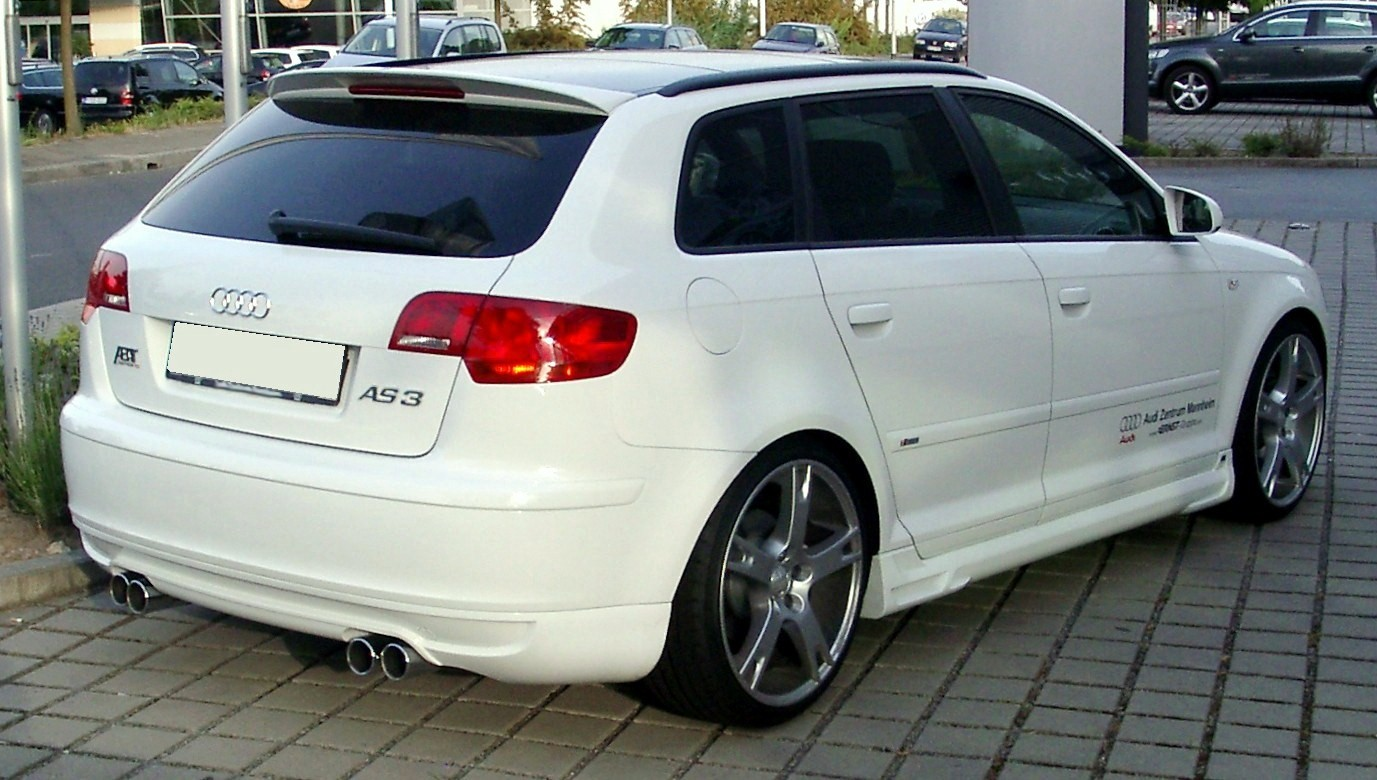
Abt AS3
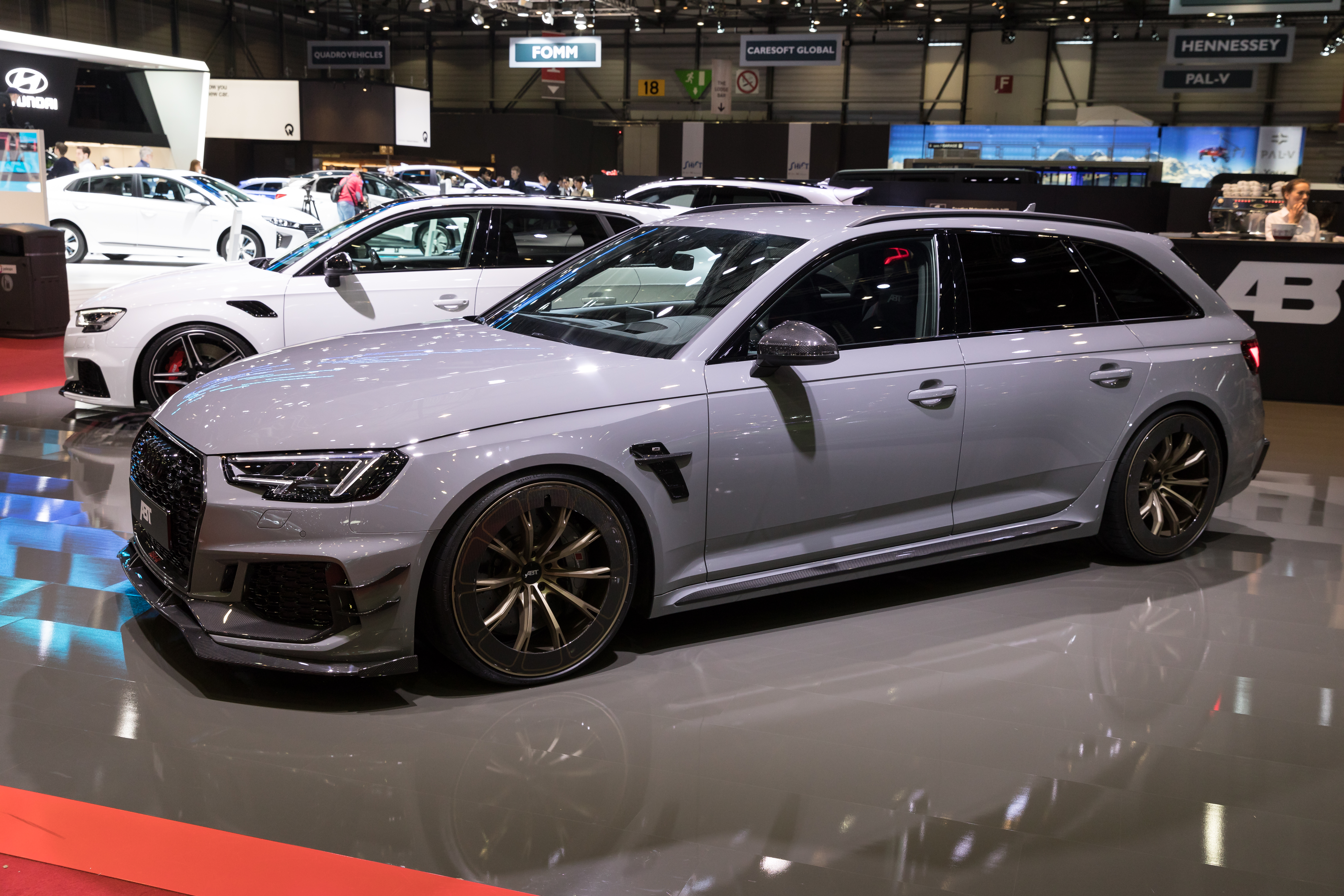
Abt RS4-R (Audi RS4)
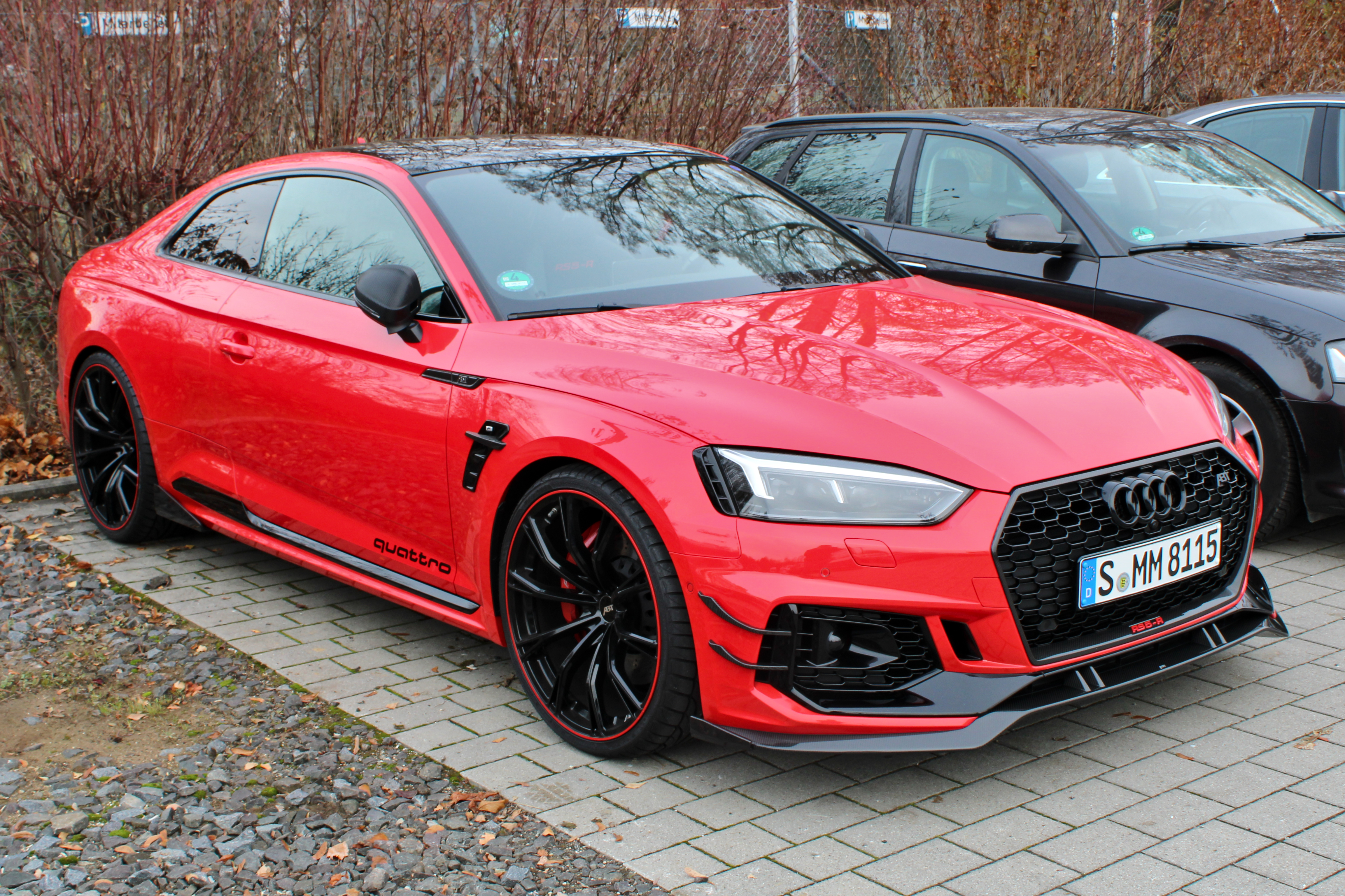
Abt RS5-R (Audi RS5)
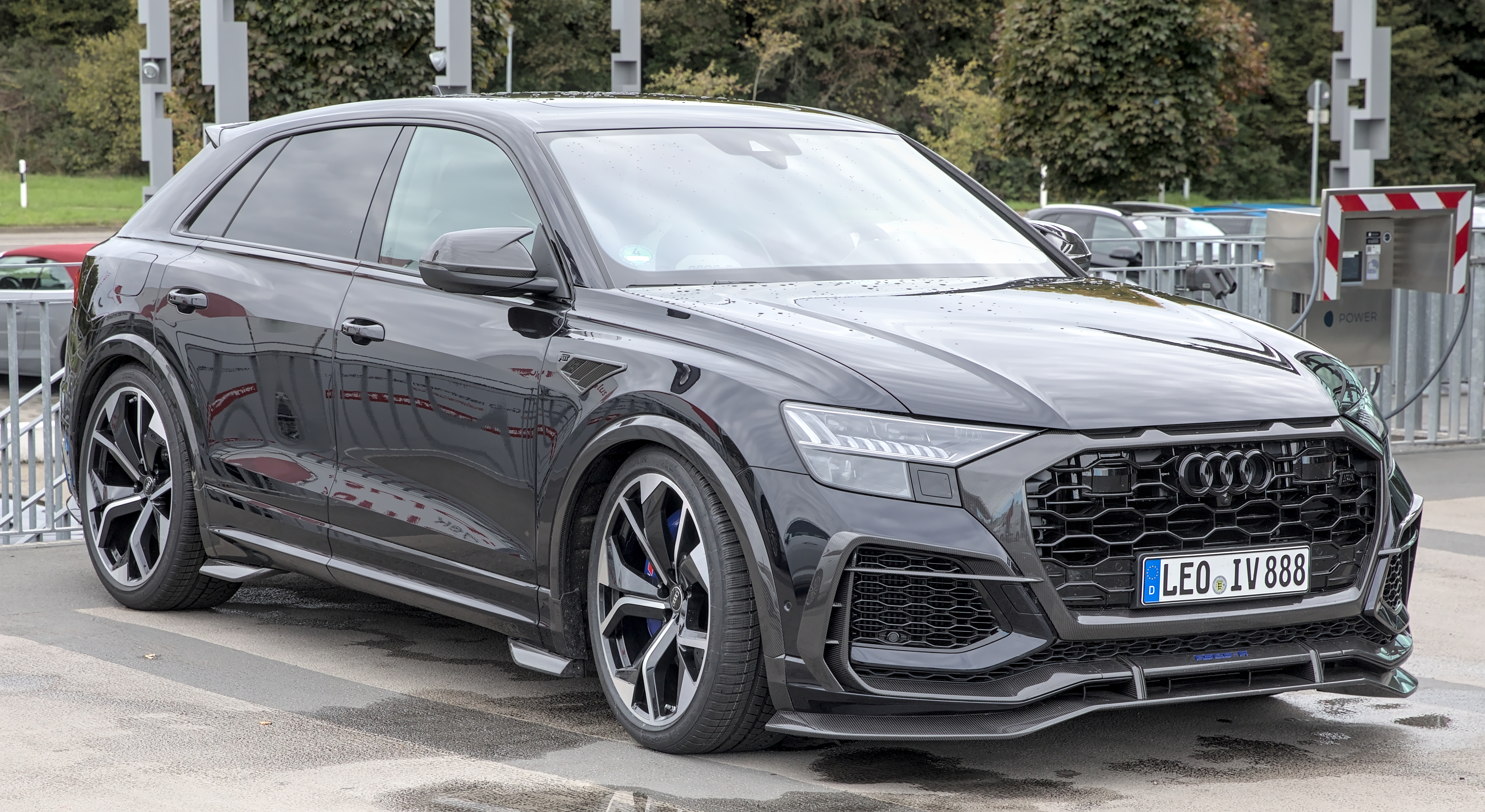
Abt RSQ8-R (Audi RSQ8)